# قلعة الملك عبد العزيز (حقل)
قلعة الملك عبد العزيز هي أحد القلاع التي بنيت في عهد الملك عبد العزيز إبان مرحلة تأسيس المملكة العربية السعودية، في منطقة تبوك  بمحافظة حقل في حي البلدة القديم.

## الوصف
هي قلعة تقع في محافظة حقل التابعة لمنطقة تبوك شمال غرب المملكة العربية السعودية، تأسست وبنيت القلعة في عام 1359 هـ الموافق 1939، القلعة هي عبارة عن قلعة كبيرة تقدر مساحتها بـ 900 متر مربع، ويحيط بها سور بارتفاع 5,2 متر، وهي مزودة بأربعة أبراج في أركانها، بنيت القلعة من الحجر الجيري الذي كان يجلب قديما من الشعاب المرجانية المتكونة في السهل الساحلي من البحر الأحمر وهناك نوع آخر منه يجلب من البر، أما الأسقف فبنيت من الخشب بحيث وضعت هذه الأخشاب بطريقة طولية ووضع من فوقها الجريد ثم الخصف وأكياس الخيش ثم بعد ذلك تم طمي الطين على السقف، وهي تشابه في بنائها طريقة بناء القلاع الإسلامية في العصور القديمة.
تشتمل القلعة من الداخل على فناء مكشوف يحيط به من جهة الشمال مبنى دائرة البرق والبريد، وهو مبنى قديم بني تزامنا مع تأسيس القلعة وذلك عام 1359 هـ ودون تاريخ التأسيس على مدخل المبنى الخاص بدائرة البرق والبريد، ومن جهة الغرب يحيط بفناء القلعة ساحة جعلت لمواقف وصيانة السيارات التي تكون بداخل القلعة، ومن جهة الجنوب هناك ثلاثة غرف استخدمت لأعمال مكتبية تتبع الدوائر الحكومية فيما مضى، ويحيط به من جهة الشرق غرفتين يتوسطهما المدخل الرئيسي للقلعة، ودرج يوصل لسطح القلعة، ويتوسط الفناء وبالقرب من مبنى دائرة البرق والبريد بئر يصل عمقه لحوالي 5 أمتار، وقد جعلت لها بكرة مصنوعة من الحديد لسحب الماء من داخله باستخدام الدلو، وهذه البئر حتى تاريخ نشر هذا التقرير يوجد بداخلها ماء، وهو ماء غير عذب، وله قصة طريفة وقعت أحداثها قبل 30 عاماً تقريباً.

## استخدامات القلعة
استخدمت قلعة الملك عبد العزيز بحقل كمجمع للدوائر الحكومية منذ حقبة الثمانينات الهجرية، وتحولت في فترة من الفترات إلى مقر للإمارة ومركزا لإدارات الجمرك واللاسلكي والشرطة والجوازات، وقد جاء وصف وجيز للقلعة في مذكرات الشيخ عبد الله بن جبرين والذي زار حقل عام 1380 هـ، والذي قال عنها في كتابه العذب الزلال في مختصر رحلة الشمال: أما الشرطة فهم تبع الأمير وإدارة اللاسلكي والبريد والأمانة ولهم إدارة في غرب البلاد قصر قديم غير كبير.

## الترميم
في عام 1416 هـ الموافق 22 نوفمبر 1995 تعرضت محافظة حقل لهزة أرضية صباحا، تهدم على اثرها جزء كبير من السور الغربي للقلعة واجزاء من البرج الغربي وجزء بسيط من السور الجنوبي وجزء كبير من البرج الجنوبي، وأعادة بلدية حقل بناء هذه الأجزاء من البلوك والاسمنت الحديث مما ادى ذلك إلى تشويه أجزاء من معالمها الأثرية، وقد تم تقديم القلعة كهدية لوالده أمير حقل السابق إبراهيم المزيد من قبل الحكومة السعودية نظيرا لمجهوداته في خدمة محافظة حقل، ومن ثم أشترتها الهيئة العامة للسياحة والتراث الوطني (وزارة السياحة حاليا) بتسعة ملايين ريال سعودي، وباشرت بعد ذلك أعمال الصيانة والترميم، وتم افتتاحها كمتحف لإستقبال الزوار من مختلف أنحاء المملكة العربية السعودية.

## وصلات خارجية
- صور القلعة